# Мій тато — герой (фільм, 1991)
«Мій та́то — геро́й» (фр. Mon père, ce héros) — французька кінокомедія 1991 року за участю Жерара Депардьє. У 1994 р. вийшла американська версія фільму під назвою «Мій тато — герой», знову за участю Жерара Депардьє, але поряд з американськими акторами.

## В ролях
- Жерар Депардьє — Андре Арнел
- Марі Жиллен — Вероніка Арнел
- Патрік Мій — Бенжамін
- Катрін Жакоб — Крістелль
- Шарлотта те Трюкхайм — Ірина
- Жерар Ерольд — Патрік
- Жан-Франсуа Рангасамі — Пабло

## Сюжет
Герой стрічки Андре їде у відпустку на Маврикій і бере з собою свою неповнолітню дочку Вероніку. Вона однак, вважає себе дорослою жінкою і для того, щоб сподобатися місцевому хлопцеві Бенджаміну, вона починає вигадувати неймовірні історії про себе та про свого батька. Вона запевнює хлопця, що Андре не її батько, а коханець і до того ж має кримінальне минуле. Спочатку Андре ображений, але щоб догодити любимій дочці він підіграє їй і підтверджує вигадки Вероніки. Однак життя сплетене з брехні стає дедалі неможливіше.